# ホセ・オルティス
ホセ・ラファエル・オルティス・リホス（José Rafael Ortiz Rijos、1963年10月25日 - ）は、プエルトリコ・アイボニート出身の元バスケットボール選手である。ポジションはセンター。

## 来歴
プエルトリコ国内リーグでプレー後、オレゴン州立大学に進みNCAAで活躍。
1987年のNBAドラフトではユタ・ジャズに全体15位指名される。スペイン・リーガACBのサラゴサで1シーズンプレー後入団。
1989-90シーズン途中、リーガACBへ復帰。レアル・マドリードを皮切りにFCバルセロナなど4チームでプレー。1990年にはACBオールスターに出場する。
1993-94シーズン途中で帰国。その後は国内とギリシャ・ベネズエラで移籍を繰り返しながらも活躍し、MVPなどのタイトルも獲得。
プエルトリコ代表としてもオリンピック、世界選手権などの国際大会で活躍。
2006年現役引退。
プエルトリコのバスケットボール史に残る名選手として語り継がれている。